# Dinica orphnospila
Dinica orphnospila är en fjärilsart som beskrevs av Edward Meyrick 1934. Dinica orphnospila ingår i släktet Dinica och familjen äkta malar.
Artens utbredningsområde är Uganda. Inga underarter finns listade i Catalogue of Life.